# Брук, Джон Мерсер
Джон Мерсер Брук (18 декабря 1826, Форт-Брук (ныне Тампа), Флорида — 14 декабря 1906, Лексингтон, Вирджиния) — американский и впоследствии конфедеративный военно-морской инженер, учёный и педагог. Был известен как крупный военно-морской новатор своего времени и как один из создателей Трансатлантического телеграфного кабеля.
Родился в семье офицера. Окончил военно-морскую академию, оказавшись в числе её первых выпусков. В 1855 году получил звание лейтенанта военно-морского флота США и на протяжении многих лет работал в американской военно-морской обсерватории под началом Мэтью Фонтейна Мори, занимаясь в первую очередь вопросами зондирования океанского дна с целью изучения формы его рельефа. Одним из его первых изобретений, получивших известность, стал представленный в ноябре 1853 года в военной академии США «глубоководный исследовательский аппарат». В 1850-е годы активно участвовал в разработке проекта трансатлантического телеграфного кабеля, проложенного в итоге между США и Великобританией.
В конце 1850-х годов участвовал в целом ряде морских исследовательских миссий на Тихом океане в качестве технического эксперта, а также сыграл важную роль в обучении и консультировании первых специалистов зарождавшегося тогда (ещё до революции Мэйдзи) японского флота. После начала в 1861 году Гражданской войны Брук встал на сторону Конфедерации и покинул ВМС США. Во время службы в войсках Конфедерации под руководством Брука была проведена модернизация фрегата USS Merrimack в броненосец CSS Virginia; он также разработал проект берегового орудия, получившего в честь него название «винтовки Брука». В 1862 году ему было присвоено звание коммандера, а в 1863 году Брук стал начальником бюро военно-морского флота Конфедерации по боеприпасам и гидрографии, занимая эту должность до конца войны. Его усилиями была также основана Военно-морская академия КША.
После поражения Конфедерации Брук стал преподавателем в Военном институте Вирджинии в Лексингтоне, штат Вирджиния, в котором работал до 1899 года, после чего вышел в отставку и прожил в этом городе до конца жизни. Был похоронен на Лексингтонском мемориальном кладбище.